# Lift London
Lift London，是设在英国伦敦的游戏开发商。该工作室是微软工作室（現Xbox游戏工作室）EMEA部门的一部分，是由微软工作室第一个在欧洲从头开始构建的工作室。该工作室由麦克·劳斯，Lee Schuneman，马克·斯坦利和乔纳森·维纳布尔斯成立于2012年8月，2012年11月5日正式开通，当时拥有8名工作人员。2013年1月，由Phil Harrison和Lee Schuneman公布。该工作室将制作F2P平板电脑和手机游戏游戏，有四个项目正在制作。
Lee Schuneman介绍工作室，称该工作室是一个独立开发者的孵化器，并宣布已与Dlala Studios合作，创建一个新的IP。
2019年微軟宣佈Lift London正式脫離微软工作室EMEA部门。